# Hynobius
Hynobius – rodzaj płazów ogoniastych z podrodziny Hynobiinae w rodzinie kątozębnych (Hynobiidae).

## Zasięg występowania
Rodzaj obejmuje gatunki występujące w Japonii, Korei, Chinach i Tadżykistanie.

## Systematyka

### Etymologia
- Hynobius: gr. ὑvις hunis lub ὑννη hunnē „lemiesz”; βίος bios „życie”[11].
- Pseudosalamandra: gr. ψευδος pseudos „fałszywy”; rodzaj Salamandra Laurenti, 1768[12]. Gatunek typowy: Salamandra naevia Temminck & Schlegel, 1838.
- Hydroscopes: gr. ὑδρο- hudro- „wodny”, od ὑδωρ hudōr, ὑδατος hudatos „woda”; σκοπος skopos „poszukiwacz”, od σκοπεω skopeō „badać”[13]. Nazwa zastępcza dla Pseudosalamandra.
- Ellipsoglossa: gr. ελλειψις elleipsis „brak, niedostatek”; γλωσσα glōssa „język”[13]. Gatunek typowy: Salamandra naevia Temminck & Schlegel, 1838.
- Pachypalaminus: gr. παχυς pakhus „szeroki, gruby”; παλαμη palamē „dłoń, ręka”[13]. Gatunek typowy: Pachypalaminus boulengeri Thompson, 1912.
- Satobius: Ikio Sato (1902–1945), japoński herpetolog; końcówka bius z nazwy rodzajowej Hynobius Tschudi, 1838[11]. Gatunek typowy: Hynobius retardatus Dunn, 1923.
- Poyarius: Nikolai A. Poyarkov, rosyjski herpetolog[8]. Gatunek typowy: Hynobius formosanus Maki, 1922.
- Makihynobius: Moichirō Maki (1886–1959), japoński herpetolog; rodzaj Hynobius Tschudi, 1838[9]. Gatunek typowy: Salamandrella sonani Maki, 1922.

### Podział systematyczny
Do rodzaju należą następujące gatunki:

- Hynobius abei Sato, 1934
- Hynobius abuensis Matsui, Okawa, Nishikawa & Tominaga, 2019
- Hynobius akiensis Matsui, Okawa & Nishikawa, 2019
- Hynobius amabensis Sugawara & Nagano, 2023
- Hynobius amakusaensis[14] Nishikawa & Matsui, 2014
- Hynobius amjiensis Gu, 1992
- Hynobius arisanensis Maki, 1922
- Hynobius bakan Matsui, Okawa & Nishikawa, 2019
- Hynobius bambusicolus Wang, Othman, Qiu & Borzée, 2023
- Hynobius boulengeri (Thompson, 1912)
- Hynobius chinensis Günther, 1889 – kątoząb chiński[15]
- Hynobius dunni Tago, 1931
- Hynobius formosanus Maki, 1922
- Hynobius fossigenus[16] Okamiya, Sugawara, Nagano & Poyarkov, 2018
- Hynobius fucus Lai & Lue, 2008
- Hynobius geiyoensis Sugawara, Naito, Iwata & Nagano, 2022
- Hynobius geojeensis Min & Borzée, 2021
- Hynobius glacialis Lai & Lue, 2008
- Hynobius guabangshanensis Shen, 2004
- Hynobius guttatus[17] Tominaga, Matsui, Tanabe & Nishikawa, 2019
- Hynobius hidamontanus Matsui, 1987
- Hynobius hirosei Lantz, 1931
- Hynobius ikioi Matsui, Nishikawa & Tominaga, 2017
- Hynobius iwami Matsui, Okawa, Nishikawa & Tominaga, 2019
- Hynobius katoi Matsui, Kokuryo, Misawa & Nishikawa, 2004
- Hynobius kimurae Dunn, 1923
- Hynobius kuishiensis[17] Tominaga, Matsui, Tanabe & Nishikawa, 2019
- Hynobius kunibiki Sugawara, Iwata, Yamashita & Nagano, 2021
- Hynobius leechii Boulenger, 1887
- Hynobius lichenatus Boulenger, 1883
- Hynobius maoershanensis Zhou, Jiang & Jiang, 2006
- Hynobius mikawaensis[18] Matsui, Misawa, Nishikawa & Shimada, 2017
- Hynobius miyazakiensis Sugawara, Nagano & Sueyoshi, 2023
- Hynobius naevius (Temminck & Schlegel, 1838)
- Hynobius nagatoensis Sugawara, Tahara, Matsukoji & Nagano, 2022
- Hynobius nebulosus (Temminck & Schlegel, 1838)
- Hynobius nigrescens Stejneger, 1907
- Hynobius nihoensis Sugawara, Nagano & Nakazono, 2022
- Hynobius notialis Min & Borzée, 2021
- Hynobius okiensis Sato, 1940
- Hynobius oni Kanamori, Nishikawa, Matsui & Tanabe, 2022
- Hynobius osumiensis[19] Nishikawa & Matsui, 2014
- Hynobius owariensis Sugawara, Fujitani, Seguchi, Sawahata & Nagano, 2022
- Hynobius oyamai Tominaga, Matsui & Nishikawa, 2019
- Hynobius perplicatus Min & Borzée, 2021
- Hynobius quelpaertensis Mori, 1928
- Hynobius retardatus Dunn, 1923
- Hynobius sematonotos Tominaga, Matsui & Nishikawa, 2019
- Hynobius sengokui Matsui, Misawa, Yoshikawa & Nishikawa, 2022
- Hynobius setoi Matsui, Tanabe & Misawa, 2019
- Hynobius setouchi Matsui, Okawa, Tanabe & Misawa, 2019
- Hynobius shinichisatoi[20] Nishikawa & Matsui, 2014
- Hynobius sonani (Maki, 1922)
- Hynobius stejnegeri Dunn, 1923
- Hynobius sumidai Sugawara, Naito, Iwata & Nagano, 2022
- Hynobius tagoi Dunn, 1923
- Hynobius takedai Matsui & Miyazaki, 1984
- Hynobius tokyoensis Tago, 1931
- Hynobius tosashimizuensis Sugawara, Watabe, Yoshikawa & Nagano, 2018
- Hynobius tsuensis Abé, 1922
- Hynobius tsurugiensis[17] Tominaga, Matsui, Tanabe & Nishikawa, 2019
- Hynobius unisacculus Min, Baek, Song, Chang & Poyarkov, 2016
- Hynobius utsunomiyaorum Matsui & Okawa, 2019
- Hynobius vandenburghi Dunn, 1923
- Hynobius yangi Kim, Min & Matsui, 2003
- Hynobius yiwuensis Cai, 1985